# Argentan (Orne)
Argentan (wymowaⓘ) – miejscowość i gmina we Francji, w regionie Normandia, w departamencie Orne.
Według danych na rok 1990 gminę zamieszkiwały 16 413 osoby, a gęstość zaludnienia wynosiła 903 osoby/km² (wśród 1815 gmin Dolnej Normandii Argentan plasuje się na 11. miejscu pod względem liczby ludności, natomiast pod względem powierzchni na miejscu 150.).

## Współpraca
- Abingdon, Wielka Brytania
- Baja, Węgry
- Rotenburg an der Fulda, Niemcy